# Zabelle C. Boyajian
Pour les articles homonymes, voir Boyajian.
Zabelle C. Boyajian (arménien : Զապել Պոյաճեան), née en 1873 à Diyarbakır et morte le 26 janvier 1957 à Londres, est une peintre, écrivaine et traductrice arménienne ayant vécu la plupart de sa vie à Londres.

## Biographie
Zabelle C. Boyajian est née à Diyarbakır, dans le vilayet de Diyarbekir de l'Empire ottoman (une des anciennes capitales arméniennes, Tigranakert) dans la famille du vice-consul britannique à Diyarbakır et Harput Thomas Boyajian et Catherine Rogers, descendants du poète anglais Samuel Rogers.
Après l'assassinat de son père pendant les massacres hamidiens, en 1895, Zabelle Boyajian, sa mère et son frère Henry s'installent à Londres. Elle s'inscrit alors à la Slade School of Fine Art. Elle commence à écrire et illustrer ses propres livres. Son premier roman, Yestere: The Romance of a Life, ayant pour sujet les massacres de Sassoun, est publié sous le pseudonyme de Varteni à Londres en 1901.
Zabelle Boyajian était très proche d'Anna Raffi, l'épouse du romancier arménien Raffi, et de ses deux fils, Aram et Arshak, qui avaient déménagé à Londres après la mort de Raffi. Boyajian traduit et publie périodiquement des extraits des romans de Raffi dans la revue Ararat et organise un certain nombre de lectures publiques et conférences pour honorer son travail.
En 1916, elle compile et traduit l'anthologie Armenian Legends and Poems (1916), introduite par le vicomte James Bryce et contenant plusieurs poèmes de la traduction d'Alice Stone Blackwell.
Elle voyage beaucoup et, en 1938, publie ses notes de voyage et ses illustrations de la Grèce dans son ouvrage In Greece with Pen and Palette.
En 1948, elle traduit et publie le poème épique d’Avetik Issahakian Abu Lala Mahari. Boyajian est également l'autrice d'essais sur Shakespeare, Byron, Euripide, Michael Arlen, Raffi et Avetik Issahakian, ainsi que de travaux comparatifs sur les littératures anglaise et arménienne,.
En tant que peintre, Zabelle Boyajian est exposée à Londres en 1910 et 1912, en Allemagne en 1920, en Égypte en 1928, et en France, en Italie et en Belgique entre 1940 et 1950.
Zabelle Boyajian est morte le 26 janvier 1957 à Londres.

## Œuvre
- (en) Armenian Legends and Poems  (trad. Zabelle C. Boyajian), New York, Columbia University Press, 1916 (lire en ligne)
- (en) Gilgamesh : A Dream of the Eternal Quest, Londres, George W. Jones, 1924, 110 p.
- (en) In Greece with Pen and Palette, Londres, J.M. Dent & Sons, 1938, 205 p.

## Critique
The Contemporary Review (décembre 1916) a écrit à propos de l'anthologie Armenian Legends and Poems :
| “ | Voici un magnifique livre. . . . Une guirlande noble de fleurs arméniennes et une galerie d'images que Miss Boyajian nous a données - des images dans lesquelles la note préraphaélite est magnifiquement dominante; le préraphaélite, c'est-à-dire l'art byzantin ou arménien ressuscité. | ” |

Scotsman (18 novembre 1916) a écrit :
| “ | Les lecteurs curieux au sujet de l’Arménie et des Arméniens pourraient en apprendre davantage sur eux à partir de ce volume attrayant que de nombreux livres consacrés à de grands érudits. Il s'agit d'une anthologie de traductions de poèmes arméniens, accompagnée d'une étude savante et intéressante de M. Aram Raffi sur les épopées, les chants populaires et la poésie arménienne. . . . Il est impossible de lire ses gracieux, variés et versets musicaux sans se rendre compte que le choix a été dirigé par une connaissance intime de la littérature caractéristique du pays et que les pièces incluses sont rendues avec une compétence qui sait apporter à une autre langue de ses accents et inspirations typiques . . . Le travail des couleurs est en effet particulièrement fine et sera admiré par tous ceux qui savent apprécier le bon travail. | ” |

The Manchester Guardian a écrit à propos de l'œuvre d'art de Boyajian :
| “ | Les peintures de Miss Boyajian couvrent beaucoup de terrain. Ils comprennent des portraits, des paysages et des panneaux décoratifs. Ces derniers sont en deux groupes, celui illustrant les versions publiées par l'artiste de Gilgamesh, l'épopée sumérienne; l'autre, des vers du Rubaiyat d'Omar Khayyam. . . . L'harmonie des couleurs plutôt que de la ligne ou de la masse est sa principale préoccupation, et elle y parvient sans faire violence à la nature des couleurs. | ” |

(cité dans A. A. Bedikian, The Poet and Artist: A Profile of Zabelle Boyajian, Ararat Magazine de l'été 1960)